# Somewhere There’s a Someone
Somewhere There’s a Someone – osiemnasty studyjny album muzyczny Deana Martina z 1966 roku, wyprodukowany przez Jimmy’ego Bowena i wydany przez Reprise Records. 

## Utwory
| A1 | Somewhere There’s A Someone          | 2:14 |
| A2 | Any Time                             | 2:19 |
| A3 | Blue Blue Day                        | 1:45 |
| A4 | I'm So Lonesome I Could Cry          | 2:36 |
| A5 | Candy Kisses                         | 3:04 |
| A6 | I Can't Help It                      | 2:42 |
| B1 | That Old Clock On The Wall           | 2:57 |
| B2 | Bouquet Of Roses                     | 2:56 |
| B3 | I Walk The Line                      | 2:24 |
| B4 | Just A Little Lovin'                 | 2:03 |
| B5 | Room Full Of Roses                   | 2:57 |
| B6 | Second Hand Rose (Second Hand Heart) | 2:15 |